# Svetlana Mironova
Svetlana Igorevna Mironova (Russisch: Светлана И́горевна Миронова) (Morjakovski Zaton (Oblast Tomsk), 22 februari 1994) is een Russisch biatlete.

## Carrière
Mironova maakte haar wereldbekerdebuut in het seizoen 2016/17 maar kon geen punten scoren. Het volgende seizoen werd ze 58e in de eindstand en het seizoen erop 31e. Ze bleef de volgende twee seizoenen zichzelf verbeteren met een 23e en 19e plaats als gevolg.
Ze maakte haar debuut in 2019 op het wereldkampioenschap waar ze vijfde werd op de estafette en 33e individueel. In 2020 werd ze 8e op de estafette en 22e individueel daarnaast haalde ze ook een 21e plaats op de achtervolging. In 2021 haalde ze een vijfde plaats individueel, en werd negende op de gemengde estafette.
Ze nam in 2022 deel aan de Olympische Winterspelen waar ze een zilveren medaille won op de estafette als onderdeel van de Russische ploeg.

## Resultaten

### Olympische Winterspelen
| Jaar | Plaats | Onderdeel   | Onderdeel | Onderdeel     | Onderdeel  | Onderdeel | Onderdeel          |
| Jaar | Plaats | Individueel | Sprint    | Achtervolging | Massastart | Estafette | Gemengde estafette |
| ---- | ------ | ----------- | --------- | ------------- | ---------- | --------- | ------------------ |
| 2022 | Peking | 23e         | 47e       | 41e           | –          | ↑         | –                  |

### Wereldkampioenschappen
| Jaar | Plaats    | Onderdeel   | Onderdeel | Onderdeel     | Onderdeel  | Onderdeel | Onderdeel          | Onderdeel                 | Onderdeel |
| Jaar | Plaats    | Individueel | Sprint    | Achtervolging | Massastart | Estafette | Gemengde estafette | Single gemengde estafette |           |
| ---- | --------- | ----------- | --------- | ------------- | ---------- | --------- | ------------------ | ------------------------- | --------- |
| 2019 | Östersund | 33e         | 31e       | 25e           | –          | 5e        | –                  | –                         |           |
| 2020 | Antholz   | 22e         | 38e       | 21e           | –          | 8e        | –                  | –                         |           |
| 2021 | Pokljuka  | 5e          | 64e       | –             | 19e        | 11e       | 9e                 | –                         |           |

### Wereldbeker
Eindklasseringen
| Seizoen   | Algemeen | Individueel | Sprint | Achtervolging | Massastart |
| --------- | -------- | ----------- | ------ | ------------- | ---------- |
| 2016/2017 | –        | –           | –      | –             | –          |
| 2017/2018 | 58e      | –           | 48e    | 60e           | –          |
| 2018/2019 | 31e      | 61e         | 26e    | 46e           | 27e        |
| 2019/2020 | 23e      | 43e         | 16e    | 25e           | 32e        |
| 2020/2021 | 19e      | 8e          | 21e    | 25e           | 10e        |
| 2021/2022 | 34e      | 44e         | 33e    | 31e           | 37e        |

Wereldbekerzeges
| Nr.       | Datum           | Plaats             | Onderdeel          |
| Estafette | Estafette       | Estafette          | Estafette          |
| --------- | --------------- | ------------------ | ------------------ |
| 1.        | 10 januari 2021 | Oberhof            | Gemengde estafette |
| 2.        | 24 januari 2021 | Antholz-Anterselva | 4 x 6 km estafette |